# برایان دزموند هرست
برایان دزموند هرست (انگلیسی: Brian Desmond Hurst; ۱۲ فوریهٔ ۱۸۹۵ – ۲۶ سپتامبر ۱۹۸۶) کارگردان فیلم، فیلم‌نامه‌نویس، و تهیه‌کننده اهل ایرلند شمالی و زاده بلفاست بود. هرست با بیش از سی فیلم در کارنامه خود، پرکارترین کارگردان فیلم ایرلند در طول قرن بیستم بود، و به عنوان بهترین کارگردان فیلم ایرلند شمالی مورد ستایش قرار گرفت. او شاید بیشتر به خاطر اسکروج اثر اقتباس‌شده از سرود کریسمس، در سال ۱۹۵۱، شناخته شده باشد.

## منتخب فیلم‌شناسی
- ارواسمیت (۱۹۳۱)
- قلب رازگو (۱۹۳۴)
- سزار و کلئوپاترا (۱۹۴۵)
- علامت قابیل (۱۹۴۷)
- سیمبا (۱۹۵۵)